# Ramiro Pinilla
Pour les articles homonymes, voir Rojas.
Ramiro Pinilla García (Bilbao, Vizcaya, 13 septembre 1923 - Barakaldo, Vizcaya, 23 octobre 2014) était un écrivain espagnol. Il faisait partie du courant de renouvellement de la narration espagnole qui a débuté dans les années 1960. Dans ses romans, il reflète la grande contribution des travailleurs émigrés (appelés péjorativement les "maquetos") au Pays basque dans la construction de sa puissance industrielle et les effets sociaux de cette exploitation.

## Biographie
À l'âge de quinze ans, il était déjà un lecteur compulsif cherchant à échapper à la dure période d'après-guerre et a rapidement commencé à écrire ses propres récits. Il a travaillé dans la marine marchande en tant que machiniste naval, mais c'était un métier très dur qu'il a décidé d'abandonner. Ensuite, il a travaillé dans une usine de gaz à Bilbao, s'est marié et écrivait des récits qui étaient imprimés au verso d'une collection de cartes à collectionner, de sorte qu'il ne pouvait se consacrer à la narration longue que le soir.

### Professionnalisation
En 1960, il remporta le prix Nadal avec Las ciegas hormigas, mais fut licencié de la rédaction des cartes à collectionner sous prétexte qu'il ne se consacrait pas exclusivement à cette tâche. Il partit alors à Guecho, à la campagne, pour s'isoler davantage. Sa préférence pour les circuits marginaux de commercialisation et l'auto-édition, à travers Libropueblo, une petite maison d'édition qu'il a lui-même fondée et qui distribue uniquement à Bilbao et au prix de revient, l'a peu à peu laissé dans l'ombre, en marge des circuits culturels et commerciaux.
Depuis sa nomination en tant que finaliste du prix Planeta en 1971 avec son roman Seno, l'écrivain basque a publié Recuerda, oh recuerda (1974), Primeras historias de la guerra interminable (1977), La gran guerra de Doña Toda (1978), Andanzas de Txiki Baskardo (1980), le premier volume de Verdes valles, colinas rojas (1986), Quince años (1990) et Huesos (1997).
Pinilla travaillait sur sa propriété rurale où il écrivit la Guía Secreta de Vizcaya (1975), qui fut vendue avec des pages arrachées par la censure, et Antonio B., el Rojo, ciudadano de tercera (1977), qui raconte l'aventure de la vie d'un garde des travaux et qui eut une certaine diffusion.

## Dernières années
Ensuite, il publia avec une maison d'édition renommée, Tusquets, sa trilogie acclamée Verdes valles, colinas rojas, qui aborde l'histoire récente du Pays basque et de Guecho, et est généralement considérée comme son chef-d'œuvre. Il lui a fallu vingt ans pour l'écrire, utilisant des personnages et des événements déjà narrés dans Andanzas de Txiki Baskardo. Cela constitue un portrait historique et social majeur de l'endroit où il a vécu, Guecho, qu'il connaissait très bien, ainsi que de sa plage d'Arrigunaga, où il avait l'habitude de se rendre chaque jour. Depuis le début des années 80, il a également participé à une réunion littéraire qui avait lieu tous les lundis dans sa ville, le Taller de Escritura, dont sont sorties certaines des nouvelles figures de la littérature basque : Biktor Abad, Julen Ariño, Marta Barrón, Mario Montenegro, Willy Uribe, Jon Bilbao...

L'écrivain Fernando Aramburu, qui le connaissait bien, le décrit ainsi :
«Ramiro arrastró de por vida el recuerdo tenebroso de la represión. Pasadas las décadas, aún se acordaba de aquellos falangistas de principios de la posguerra que iban por las casas de Getxo y alrededores buscando carne de paredón. Lo refirió en algunos pasajes de sus novelas; como asunto central, en La higuera, uno de sus textos que mayor aprecio me inspira. Ramiro Pinilla gastaba ese tipo de humor que obedece al nombre de retranca, cuyo fin primordial no es causar la risa, sino clavarle al interlocutor, como quien no quiere la cosa, un aguijonazo sutil de ironía. Era más un hombre de significados que de ornamentos formales».
En 2017, la mairie de Guecho, en collaboration avec l'Aula de Cultura, a créé les prix littéraires "Ramiro Pinilla" pour la nouvelle courte et "Txiki Baskardo" pour les récits écrits par les élèves de l'école de la ville.

## Œuvre

### Narration
- Misterio de la pensión Florrie (1944, publié en édition de kiosque sous le pseudonyme de Romo P. Girca)
- El ídolo (1957). Prix Mensajero
- Soporte para una mesa (1959). Prix Mansilla.
- Las ciegas hormigas (1960, éd. Destino, réédité en 2010). Prix Nadal et Prix de la Critique (1er)
- El héroe del Tonkin (1961)
- En el tiempo de los tallos verdes (1969)
- Seno (1971, éd. Planeta). Finaliste du prix Planeta.
- El salto (1975)
- Recuerda, oh, recuerda (1975)
- Antonio B... "el Rojo", ciudadano de tercera (1977, réédité en 2007 sous le titre Antonio B. el Ruso, ciudadano de tercera)
- Primeras historias de la guerra interminable (1977)
- La gran guerra de Doña Toda (1978)
- Andanzas de Txiki Baskardo (1979)
- Verdes valles, colinas rojas, vol. 1 (1986, autoédité dans sa maison d'édition Libropueblo)
- Quince años (1990)
- Huesos (1997)
- La estación de Getxo (1998)
- Verdes valles, colinas rojas (2004-2005, éd. Tusquets). Trilogie composée de : 
  - La tierra convulsa (partie I, octobre 2004). Prix Euskadi de littérature en espagnol (1er)
  - Los cuerpos desnudos (partie II, mai 2005)
  - Las cenizas del hierro (partie III, novembre 2005). Prix de la Critique (2e) et Prix national de narration
- La higuera (2006, éd. Tusquets)
- Sólo un muerto más (2009, éd. Tusquets). Premier cas du détective Samuel Esparta (un meurtre non résolu dans Verdes valles, colinas rojas).
- Los cuentos (2011, éd. Tusquets, recueil de contes). Rassemble les récits de Recuerda, oh, recuerda (1975) et Primeras historias de la guerra interminable (1977)
- Aquella edad inolvidable (2012, éd. Tusquets). Prix Euskadi de littérature en espagnol (2e)
- El cementerio vacío (2013, éd. Tusquets). Deuxième cas du détective Samuel Esparta.
- Cadáveres en la playa (2014, éd. Tusquets). Troisième cas du détective Samuel Esparta.

### Essai
- Guía secreta de Vizcaya (1975), l'œuvre fut censurée.

## Prix
Il obtient le prix Nadal en 1960 pour Ciegas hormigas (Les Fourmis aveugles), le prix national de Narration en 2006 pour Verdes valles, colinas rojas III. Las cenizas del hierro et le Prix Euskadi en 2013 pour Aquella edad inolvidable.
- 1957 - Premio Mensajero pour El ídolo (1957).
- 1959 - Premio Mansilla pour Soporte para una mesa (1959).
- 1960 - Premio Nadal pour Las ciegas hormigas (1960).
- 1962 - Premio de la Crítica pour Las ciegas hormigas (1960). (1º)
- 1971 - Finalista del Premio Planeta pour Seno (1971).
- 2005 - Premio Euskadi de Literatura en castellano pour Verdes valles, colinas rojas. La tierra convulsa, parte I (2004). (1º)
- 2005 - Premio de la Crítica pour Verdes valles, colinas rojas. Las cenizas del hierro, parte III (2005). (2º)
- 2006 - Premio Nacional de Narrativa pour Verdes valles, colinas rojas. Las cenizas del hierro, parte III (2005).
- 2012 - Premio Lan Onari 2012 pour sa trajectoire littéraire[6].
- 2013 - Premio Euskadi de Littérature en espagnol pour Aquella edad inolvidable (2012). (2º)[7]

## Œuvres traduites en français
- Les Fourmis aveugles [« Las Ciegas hormigas »], trad. d’Antoinette Bloch, Paris, Éditions Robert Laffont, coll. « Pavillons », 1962, 319 p. (BNF 33136995)
- Rien qu'un mort de plus, trad. de Nicole Reda-Euvremer, Montreuil, Le Temps des cerises, 2014, 264 p.